# Rezerwat przyrody Sokóle
Rezerwat przyrody Sokóle – rezerwat przyrody położony na terenie gminy Nurzec-Stacja, w powiecie siemiatyckim, w województwie podlaskim, na wschód od wsi Sokóle. Obejmuje obszar gruntów stanowiących własność Skarbu Państwa, będących w zarządzie Nadleśnictwa Nurzec.
- Powierzchnia: 44,69 ha[1][2] (akt powołujący podawał 44,33 ha[3])
- Rok powstania: 1990[1][3]
- Rodzaj rezerwatu: leśny[1]
- Przedmiot ochrony: naturalne zbiorowiska leśne o typowych dla Wysoczyzny Drohiczyńskiej drzewostanach mieszanych, stanowiących ostatnie fragmenty dawnej Puszczy Mielnickiej[1][2].

Według obowiązującego planu ochrony ustanowionego w 2016 roku, obszar rezerwatu objęty jest ochroną czynną.